# La Aldea, San Luis Potosí
La Aldea är en ort i Mexiko.   Den ligger i kommunen Rioverde och delstaten San Luis Potosí, i den centrala delen av landet, 280 km norr om huvudstaden Mexico City. La Aldea ligger 960 meter över havet och antalet invånare är 106.
Terrängen runt La Aldea är kuperad söderut, men norrut är den platt. Runt La Aldea är det ganska glesbefolkat, med 24 invånare per kvadratkilometer. Närmaste större samhälle är Río Verde, 14,6 km norr om La Aldea. I omgivningarna runt La Aldea växer huvudsakligen savannskog.